# Psyche germanica
Psyche germanica är en fjärilsart som beskrevs av Chapman 1900. Psyche germanica ingår i släktet Psyche och familjen säckspinnare. Inga underarter finns listade.